# Elegant... and Dying
Elegant...and Dying é o 2º álbum de estúdio da banda de Doom Metal Virgin Black.

## Review
Este álbum tem como característica uma forte sonoridade calçada no Doom Metal e com alguns elementos sinfônicos. Com quase 75 minutos de duração, a banda experimenta arranjos arrastados, climas etéreos, pitadas progressivas e uma cadência introspectiva. É um trabalho que deve ser escutado mais de uma vez, pois, uma audição descuidada dele pode gerar o errado sentimento de que este seja um trabalho descartável. Seus maiores destaques são a bela And the Kiss of God´s Mouth - part 2, Our Wings are Burning e a arrastada e longa The Everlasting e seus quase 19 minutos.

## Faixas
1- "Adorned in Ashes"

2- "Velvet Tongue"

3- "And the Kiss of God´s Mouth - part 1"

4- "And the Kiss of God´s Mouth - part 2"

5- "Renaissance"

6- "The Everlasting"

7- "Cult of Crucifixion"

8- "Beloved"

9- "Our Wings are Burning"